# Уваковське
Ува́ковське (каз. Уваков) — село у складі району Магжана Жумабаєва Північноказахстанської області Казахстану. Входить до складу Успенського сільського округу.
Населення — 57 осіб (2021; 114 у 2009, 269 у 1999, 331 у 1989).
Національний склад станом на 1989 рік:
- казахи — 49 %
- німці — 27 %.

Колишня назва — Лісхоз.